# البيت السعيد (مسلسل)
البيت السعيد أو (هابي هاوس), مسلسل كويتي كوميدي إنتج وعرض عام 2011 على قناة المشفرة أو أس أن يا هلا. وقصة المسلسل عن عائلة متكونة من أم وأب وعمها وخالها وابنا وأحفاد في بيت واحد وقلب واحد ودون مشاكل.

## طاقم العمل
- محمد العجيمي.
- انتصار الشراح.
- منى شداد.
- منى عبد المجيد.
- أمل عباس.
- خالد العجيرب.
- شهاب حاجية.
- ناصر البلوشي.
- ثامر الشعيبي.
- غادة السني.
- محمد أكبر.
- الماس.
- نور الغندور.
- إسماعيل سرور. ضيف شرف
- رانيا السباعي. ضيفة شرف